# Red Headed Stranger
Red Headed Stranger es el decimoctavo álbum de estudio del músico estadounidense Willie Nelson publicado por la compañía discográfica Columbia Records en mayo de 1975. Tras el éxito de sus discos con Atlantic Records, Nelson firmó un contrato con Columbia, que le dio un control creativo total sobre su trabajo. El concepto del álbum se inspiró en Tale of the Red Headed Stranger, una canción que Nelson solía tocar cuando era disk jockey en su programa de Fort Worth (Texas). Después de firmar con Columbia decidió grabar la canción, y arregló los detalles de la misma a su regreso a Austin (Texas). Fue grabado en los Autumn Sound Studios de Garland (Texas) con escasos arreglos, limitados en gran medida a una guitarra, un piano y una batería. Nelson presentó el material acabado a los ejecutivos de Columbia, que se mostraron dudosos sobre si era en realidad un álbum o unas demos. Sin embargo, Nelson tenía pleno control creativo, por lo que no se añadió más a la producción.
Como álbum conceptual, Red Headed Stranger trata de un fugitivo que huye de la ley después de matar a su esposa y a su amante. El contenido consiste en canciones con breves letras poéticas y arreglos de temas tradicionales como «Blue Eyes Crying in the Rain», «Down Yonder» y «O'er the Waves». A pesar de las dudas de Columbia, Red Headed Stranger fue un éxito de la música country. Fue certificado disco de platino y convirtió a Nelson en uno de los artistas más reconocidos del género. La versión de «Blue Eyes Crying in the Rain», publicada como sencillo, se convirtió en el primer número uno del músico. Por otra parte, el álbum fue situado en el puesto 183 de la lista de los 500 mejores álbumes de todos los tiempos, así como número uno en la lista de los cuarenta mejores álbumes de country según CMT. En 2010, fue incluido en el Registro Nacional de Grabaciones.

## Lista de canciones
| Cara A |                                                 |                                        |          |  |
| N.º    | Título                                          | Escritor(es)                           | Duración |  |
| 1.     | «Time of the Preacher»                          | Willie Nelson                          | 2:26     |  |
| 2.     | «I Couldn't Believe It Was True»                | Eddy Arnold, Wally Fowler              | 1:32     |  |
| 3.     | «Time of the Preacher Theme»                    | Willie Nelson                          | 1:13     |  |
| 4.     | «Medley: Blue Rock Montana/Red Headed Stranger» | Nelson / Carl Stutz, Edith Lindeman    | 1:36     |  |
| 5.     | «Blue Eyes Crying in the Rain»                  | Fred Rose                              | 2:21     |  |
| 6.     | «Red Headed Stranger»                           | Carl Stutz, Edith Lindeman             | 4:00     |  |
| 7.     | «Time of the Preacher Theme»                    | Willie Nelson                          | 0:25     |  |
| 8.     | «Just As I Am»                                  | Charlotte Elliott, William B. Bradbury | 1:45     |  |

| Cara B |                            |                                     |          |  |
| N.º    | Título                     | Escritor(es)                        | Duración |  |
| 1.     | «Denver»                   | Willie Nelson                       | 0:53     |  |
| 2.     | «O'er the Waves»           | Juventino Rosas, arr. Willie Nelson | 0:47     |  |
| 3.     | «Down Yonder»              | L. Wolfe Gilbert                    | 1:56     |  |
| 4.     | «Can I Sleep in Your Arms» | Hank Cochran                        | 5:24     |  |
| 5.     | «Remember Me»              | Melba Mable Bourgeois               | 2:52     |  |
| 6.     | «Hands on the Wheel»       | Bill Callery                        | 4:22     |  |
| 7.     | «Bandera»                  | Willie Nelson                       | 2:19     |  |

## Personal
- Willie Nelson – voz, guitarra
- Paul English – batería
- Jody Payne – guitarra, mandolina
- Bee Spears – bajo
- Bobbie Nelson – piano
- Mickey Raphael – armónica
- Bucky Meadows – guitarra
- Billy English – batería

## Posición en listas
| País           | Lista              | Posición |
| -------------- | ------------------ | -------- |
| Estados Unidos | Top Country Albums | 1        |
| Estados Unidos | Billboard 200      | 28       |